# 須貝四郎
須貝 四郎（すがい しろう、1949年5月26日 - 1994年7月8日）は、兵庫県出身の元騎手・元競馬評論家。
兄は元騎手・元調教師の須貝彦三、甥は現調教師の須貝尚介である。ニックネームは「四郎ちゃん」。

## 来歴
1969年3月に騎手免許を取得し、同期の楠孝志と共に阪神・橋田俊三厩舎からデビュー。楠以外の同期には内田国夫・上野（伊藤）清章・中島敏文・西浦勝一がいる。初騎乗は同1日の京都第6競走5歳以上100万下・シルバァバンブー（10頭中9着）、初勝利は同8日の京都第10競走5歳以上400万下・サチイズミであった。1年目から11勝をマークし、1976年まで8年連続2桁勝利を記録。3年目の1971年に阪神障害ステークス（秋）・インターヒカリで重賞初勝利を挙げると、同馬とのコンビで京都大障害（秋）も制し、同年の啓衆社賞最優秀障害馬を受賞。この年は平地・障害両方で14勝を挙げ、自己最多の28勝をマーク。1972年からはタイテエムの主戦騎手となり、スプリングステークスでヒデハヤテを破って平地重賞初制覇。ランドプリンス・ロングエースと「関西三強」を形成し、東京優駿ではこの三強が上位を独占。タイテエムはロングエース、ランドプリンスと頭差の3着であった。秋は神戸新聞杯・京都新聞杯を連勝し、菊花賞では1番人気に支持されたが、関東馬のイシノヒカルの2着とクラシック制覇はならなかった。1973年には落馬して負傷したため、タイテエムの主戦騎手が兄の彦三に交代され、天皇賞（春）を制している。1974年の阪神3歳ステークスではライジンでゴール際まで逃げるエリモジョージを一瞬鋭い差し脚で1馬身1/4抜くと同時に追い込んだダイフクミツ、ロングホーク・ウラカワチェリーを抑えて自身唯一のGI級レース制覇を決め、同年の優駿賞最優秀3歳牡馬を受賞。1975年2月16日の中京第9競走渥美特別・グッドフォーチュンで通算100勝を達成し、1978年8月20日の小倉第7競走4歳以上300万下・フレートステートが最後の勝利、第10競走4歳以上300万下・ケイシュウプライド（6頭中3着）が最後の騎乗となった。1979年引退。
引退後は評論家として関西テレビ『競馬中継→エキサイティング競馬→ドリーム競馬』などに出演。デビュー当時の『週刊競馬ブック』の新人騎手へのインタビュー記事によると、四郎は新人騎手のころから喋りも達者であり、それが後年のテレビ出演に役立ったとされている。その一方、無口で寡黙であったのが同期の西浦で、好対照であったという。
1994年7月8日、食道動脈瘤破裂のため、京都市東山区の京都専売病院で死去。45歳没。

## 騎手通算成績
| 通算成績 | 1着 | 2着 | 3着 | 4着以下 | 騎乗回数 | 勝率 | 連対率 |
| -------- | --- | --- | --- | ------- | -------- | ---- | ------ |
| 平地     | 111 | 91  | 91  | 514     | 807      | .138 | .250   |
| 障害     | 21  | 17  | 14  | 48      | 100      | .158 | .316   |
| 計       | 132 | 108 | 105 | 562     | 907      | .146 | .265   |

### おもな騎乗馬
※太字はGI級レース。
- インターヒカリ（1971年阪神障害ステークス（秋）・京都大障害 (秋)、1972年京都大障害 (春)）
- タイテエム（1972年スプリングステークス・神戸新聞杯・京都新聞杯）
- マツカオリ（1973年小倉記念）
- ライジン（1974年阪神3歳ステークス）